# 이관용 (독립운동가)
이관용(李灌鎔, 1894년~1933년)은 일제 강점기의 독립운동가, 언론인, 교육자이다. 대한민국 임시정부 파리위원부의 부위원장으로 김규식 등과 함께 파리강화회의의 한국인 대표단의 일원으로 참여했고, 한국사회당 대표로 국제사회주의자회의에도 참여했으며 구미위원부 위원 등으로 활동했다. 1921년 스위스 취리히 대학교에서 한국인 최초로 철학박사 학위를 받은 인물이기도 하다. 다른 이름은 이관용(李灌溶, 李瓘鎔, 李鑵鎔, 李冠鎔, 李灌龍) 등의 이름을 사용했다.

## 생애
자작 이재곤의 넷째 아들로 태어났다. 관립한성학교(官立漢城學校)에 입학하였으나 중퇴하고 일본으로 건너가, 도쿄의 동경부관립제4중학교(東京府立第四中學校)에 입학했다. 그러나 동 중학교도 중퇴하고 말았다. 그 뒤 조선에 돌아와 경성전수학교에 편입학, 1913년 3월 경성전수학교(京城專修學校)를 졸업하고 다시 영국으로 건너갔다. 1914년 3월 옥스퍼드 대학 문과에 입학하였으나 중퇴하였다. 1916년 스위스 취리히대학에 입학하였다. 1919년 초 프랑스의 파리로 건너와 1919년 4월 김규식 등과 함께 파리에서 임시정부 파리위원부를 조직하고 파리위원부 부위원장이 되어 파리강화회의에 참석하려 했으나 실패했다. 그해 7월 17일 국제사회주의자회의에 조소앙과 한국사회당 대표로 참석하여 ‘한국독립승인요구안’을 제출하였고, 이후 8월부터 파리위원부 위원장 대리로 활동하다 1919년 9월 파리위원부와 한인위원회가 통합되어 구미외교위원부가 되자 구미외교위원회 주불대표부의 직원이 되었다. 그러나 그해 10월 10일에 사임하고, 1920년 1월 대한적십자사 구주지부장(大韓赤十字社 歐洲支部長)으로 스위스의 국제적십자회(國際赤十字會)의에 참석하여 일본정부 적십자사(赤十字社)에 대한 항의서를 제출하였고, 동년 10월 12일 ‘국제연맹옹호회 연합대회’에 참석하였으며, 1921년 취리히 대학을 졸업했다. 1923년 2월 스위스 취리히 대학에서 "의식의 근본 사실로서의 의욕론"이라는 논문으로 박사학위를 취득 후 귀국했다.
1923년 독일, 프랑스, 미국 등을 견학하고 한국에 돌아와 활동 중 동아일보에 입사, 신문기자가 되고, 1923년 5월부터 연희전문학교(延禧專門學校) 문과 교사 등으로 활동했으며 1924년 3월 1일 소년척후단 조선연맹발기회(少年斥候團朝鮮總聯盟發起會)의 이사로 선임되었고, 그해 10월 조선기아구제회(朝鮮饑饉救濟會)의 집행위원이 되었다. 1925년 2월 동아일보 특파원으로 출국, 모스크바로 건너갔다. 3월부터 동아일보 특파원으로 러시아, 유럽에서 취재활동을 하였고, 1925년 7월 베를린대학 재학 중인 동생 이운용(李沄鎔)과 함께 조선에 돌아왔다. 조선총독부 정탐의 보고에 의하면 조선에 돌아오는 도중 상하이(上海)에 들러 기호파 독립운동가인 이시영 등과 회견한 적이 있다고 한다.
1925년 11월 태평양문제연구회(太平洋問題硏究會) 위원이 되고, 1926년 3월 시대일보(時代日報) 부사장이 되었다. 1927년 1월 19일 신간회 발기인으로 참여하였으며, 2월 신간회 간사로 선출되었다. 이후 신간회의 간사로 활동하다가 1929년 10월 광주학생사건과 관련해 신간회 간부들과 같은 해 12월 일제 관헌을 규탄하는 민중대회를 개최코자 결의문 배포 등의 활동을 전개하다가 체포되어 징역 1년 6월을 받고 1932년 1월 22일 가출옥되었으며, 1933년 8월 14일 함경북도 청진에서 익사하였다. 민족시인 이육사의 친동생 이원조가 이관용의 사위이다.